# SN 2005fw
SN 2005fw – supernowa typu Ia odkryta 15 września 2005 roku w galaktyce A033049-0114. W momencie odkrycia miała maksymalną jasność 20,90m.